# Cameroon International 2022
Die Cameroon International 2022 im Badminton fanden vom 25. bis zum 28. August 2022 in Yaoundé statt.

## Sieger und Platzierte
| Disziplin    | Gold                            | Silber                                      | Bronze                                                            |
| ------------ | ------------------------------- | ------------------------------------------- | ----------------------------------------------------------------- |
| Herreneinzel | Sathish Kumar Karunakaran       | Chua Kim Sheng                              | Alap Mishra                                                       |
| Herreneinzel | Sathish Kumar Karunakaran       | Chua Kim Sheng                              | Ong Zhen Yi                                                       |
| Dameneinzel  | Kasturi Radhakrishnan           | Likhita Srivastava                          | Janani Ananthakumar                                               |
| Dameneinzel  | Kasturi Radhakrishnan           | Likhita Srivastava                          | Anwesha Gowda                                                     |
| Herrendoppel | Christian Bernardo Alvin Morada | Dhruv Rawat Chirag Sen                      | Hariharan Amsakarunan Ruban Kumar Rethinasabapathi                |
| Herrendoppel | Christian Bernardo Alvin Morada | Dhruv Rawat Chirag Sen                      | Senthil Vel Govindarasu Gobinath Venkadeshwaran                   |
| Damendoppel  | Srivedya Gurazada Poorvisha Ram | Kasturi Radhakrishnan Venosha Radhakrishnan | Madeleine Carene Leticia Akoumba Ze Maeva Princia Gertrude Anamba |
| Damendoppel  | Srivedya Gurazada Poorvisha Ram | Kasturi Radhakrishnan Venosha Radhakrishnan | Alyssa Leonardo Thea Marie Pomar                                  |
| Mixed        | Alvin Morada Alyssa Leonardo    | Sathish Kumar Karunakaran Aadya Variyath    | Hariharan Amsakarunan S. S. Lakshmi Priyanka Subramanian          |
| Mixed        | Alvin Morada Alyssa Leonardo    | Sathish Kumar Karunakaran Aadya Variyath    | Christian Bernardo Thea Marie Pomar                               |